# 非洲装甲集团军
二戰期間，隨著投入至北非戰場的德軍數量從最初的小型軍團規模逐漸擴增，德國人發展出了更精細的指揮體系，並將擴大後的非洲軍與義大利部隊置於此一新的並由德國及義大利主導的指揮之下，並先後創立了一系列的指揮體系來管理在非洲的軸心國部隊：
- 非洲装甲兵團——1941年8月至1942年1月(德國-義大利部隊)
- 非洲装甲軍團——1942年1月至10月
- 德國-義大利装甲軍團——1942年10月至1943年2月
- 非洲集團軍——1943年2月至5月

## 歷史

### 非洲装甲兵團
當非洲軍於1941年1月11日組成時，是隸屬於義大利於非洲的指揮鏈之下。1941年中，國防軍最高統帥部（德語：Oberkommando der Wehrmacht, OKW）於非洲建立一個更大型的指揮體系並組建新的總部，即非洲装甲兵團（Panzergruppe Afrika, Gruppo Corazzato Africa），1941年8月15日，非洲装甲兵團組建完成並由剛擢升為裝甲兵上將的埃爾溫·隆美爾負責指揮。該裝甲兵團負責指揮非洲軍及其他被送至非洲的部隊（尤其是第90輕裝步兵師），以及義大利第10軍與義大利第20軍。

### 非洲装甲軍團
1942年1月30日，非洲装甲兵團更名為非洲装甲軍團（Panzerarmee Afrika，Armata Corazzata Africa）。

### 德國-義大利装甲軍團
在西部沙漠戰役中的第二次阿拉曼戰役失敗後，在撤退途中，1942年10月非洲装甲軍團被更名為德國-義大利装甲軍團（Deutsch-Italienische Panzerarmee，Armata Corazzata Italo-Tedesca）。

### 非洲集團軍
1943年2月，裝甲軍團擴建成為非洲集團軍（Heeresgruppe Afrika，Gruppo d'Armate Africa），以負責突尼西亞的防禦，此時已經是北非戰役的最後階段。非洲集團軍包含第五裝甲軍團與義大利第一軍團。3月時，集團軍的指揮官由隆美爾更替為漢斯-于爾根·馮·阿尼姆，後者在1943年5月13日率領集團軍向盟軍投降，結束軸心國在非洲的戰鬥。

## 指揮官
| 任次 |                       | 指揮官                                        | 就职           | 离职            | 任职时间 |
| ---- | --------------------- | --------------------------------------------- | -------------- | --------------- | -------- |
| 1    | 埃爾溫·隆美爾         | 大將 埃爾溫·隆美爾 （1891–1944）              | 1941年9月1日   | 1942年3月9日    | 189天    |
| 2    | 路德維希·克呂維爾     | 裝甲兵上將 路德維希·克呂維爾 （1892–1958）    | 1942年3月9日   | 1942年3月19日   | 10天     |
| (1)  | 埃爾溫·隆美爾         | 元帥 埃爾溫·隆美爾 （1891–1944）              | 1942年3月19日  | 1942年9月22日   | 187天    |
| 3    | 格奧爾格·施圖姆       | 裝甲兵上將 格奧爾格·施圖姆 （1886–1942）      | 1942年9月22日  | 1942年10月24日† | 32天     |
| -    | 威廉·里特·馮·托馬     | 中將 威廉·里特·馮·托馬 （1891–1948） ［署任］ | 1942年10月24日 | 1942年10月25日  | 1天      |
| (1)  | 埃爾溫·隆美爾         | 元帥 埃爾溫·隆美爾 （1891–1944）              | 1942年10月25日 | 1942年11月26日  | 32天     |
| 4    | 古斯塔夫·費恩         | 裝甲兵上將 古斯塔夫·費恩 （1892–1945）        | 1942年11月26日 | 1942年12月2日   | 6天      |
| (1)  | 埃爾溫·隆美爾         | 元帥 埃爾溫·隆美爾 （1891–1944）              | 1942年12月2日  | 1943年2月22日   | 82天     |
| 5    | 漢斯-于爾根·馮·阿尼姆 | 大將 漢斯-于爾根·馮·阿尼姆 （1889–1962）      | 1943年3月10日  | 1943年5月13日   | 64天     |

## 作戰序列
在該單位存續期間，其底下始終掌控著非洲軍，而大部分時間也掌控著一些德國與義大利的軍隊。需注意的是，並非所有在非洲的德軍都是隸屬非洲軍，有些是保留給裝甲軍團，有些則偶爾會隸屬於義大利軍團或軍。

### 非洲装甲兵團[2][3]
- 1941年9月（隆美爾於西部沙漠戰役中的第一次攻勢尾聲）：
  - 非洲軍
  - 義大利第十軍（英语：X Army Corps (Italy)）
  - 義大利第20軍（英语：XX Army Corps (Italy)）

- 1942年1月（隆美爾於西部沙漠戰役中發動第二次攻勢）：
  - 非洲軍
  - 第90輕裝「非洲」步兵師
  - 義大利第十軍
  - 義大利第20軍
  - 義大利第55「薩沃納」步兵師（英语：55th Infantry Division "Savona"）

### 非洲装甲軍團[3]
- 1942年4月（加查拉戰役前）：
  - 非洲軍
  - 第90輕裝「非洲」步兵師
  - 義大利第10軍
  - 義大利第20軍
  - 義大利第21軍（英语：XXI Army Corps (Italy)）

- 1942年8月（阿拉姆哈勒法戰役前）：
  - 非洲軍
  - 義大利第十軍
  - 義大利第20軍
  - 義大利第21軍
  - 義大利第133「利托里奧」裝甲師（英语：133rd Armored Division "Littorio"）

### 德國-義大利装甲軍團[3]
- 1942年11月（隆美爾自西部沙漠撤退中）：
  - 非洲軍
  - 第164輕裝「非洲」步兵師
  - 雷姆克傘兵旅
  - 義大利第20軍
  - 義大利第21軍

- 1943年1月（防禦突尼西亞）：
  - 非洲軍
  - 第90輕裝「非洲」步兵師
  - 義大利第21軍
  - 義大利第17「帕維亞」步兵師（英语：17th Infantry Division "Pavia"）
  - 義大利第136「年輕的法西斯」裝甲師（英语：136th Armored Division "Giovani Fascisti"）

### 非洲集團軍[4]
1943年2月起：
- 第5裝甲軍團（突尼西亞北部）[5]
  - 第1空降赫爾曼·戈林裝甲師
  - 馮·曼陀菲爾師（英语：Division von Broich/von Manteuffel）
  - 第10裝甲師
  - 第334步兵師
  - 義大利第一「蘇佩爾加山」步兵師（英语：1st Infantry Division "Superga"）
- 義大利第一軍團（英语：1st Army (Italy)）（突尼西亞南部）
  - 義大利第16「皮斯托亞」摩托化步兵師（英语：16th Infantry Division "Pistoia"）
  - 義大利第101「的里雅斯特」摩托化步兵師（英语：101st Motorized Division "Trieste"）
  - 義大利第131「半人馬」裝甲師（英语：131st Armored Division "Centauro"）
  - 義大利第136「年輕的法西斯」裝甲師
  - 德國第15裝甲師
  - 德國第21裝甲師
  - 德國第90輕裝「非洲」步兵師
  - 德國第164輕裝「非洲」步兵師